# Nikodemus

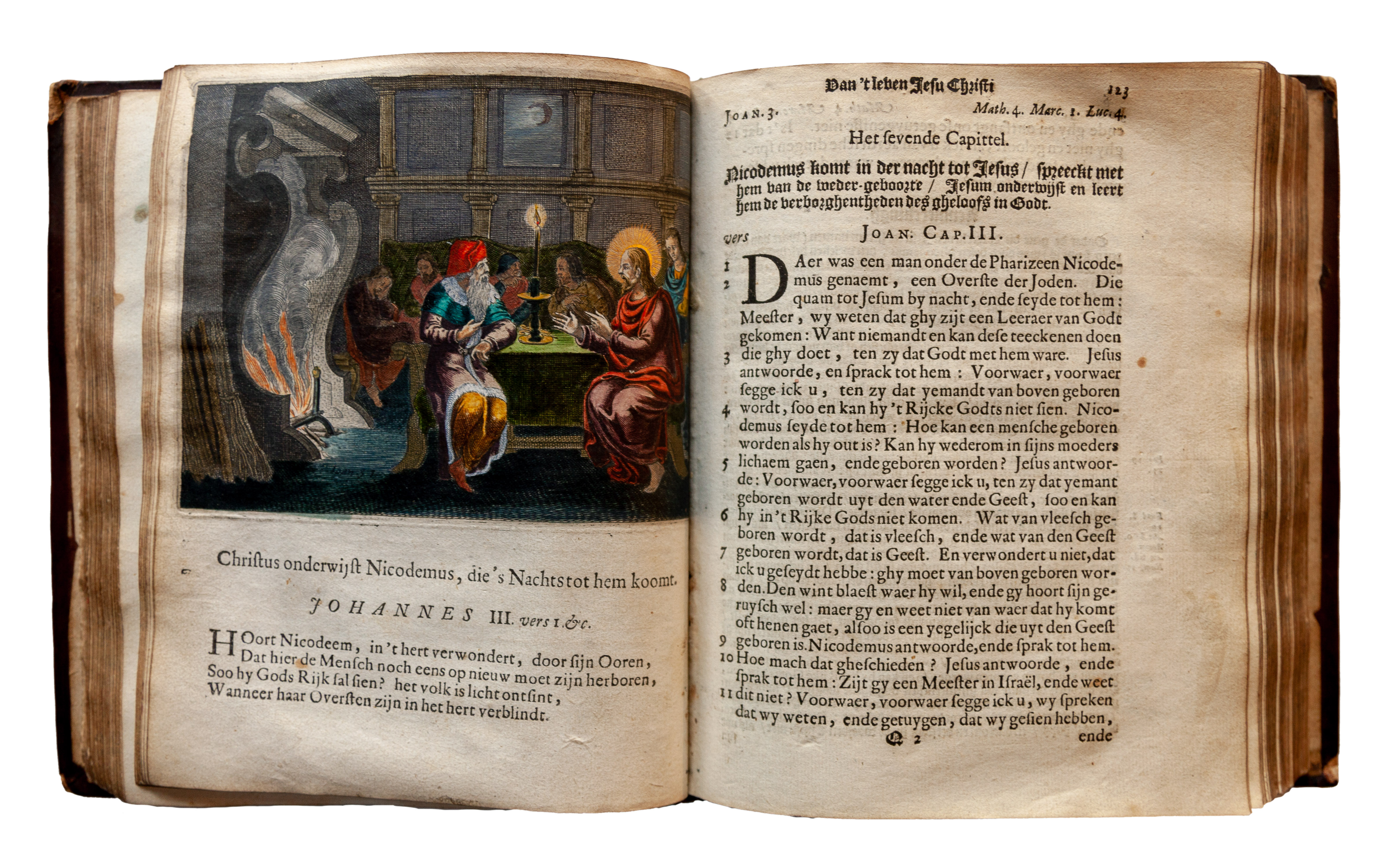
"Christus onderwijst Nicodemus, die 's nachts tot hem koomt" (Historische beschrijving van het leven onses heeren Jesu Christi uitgever Jan Philipsz Schabaelje).

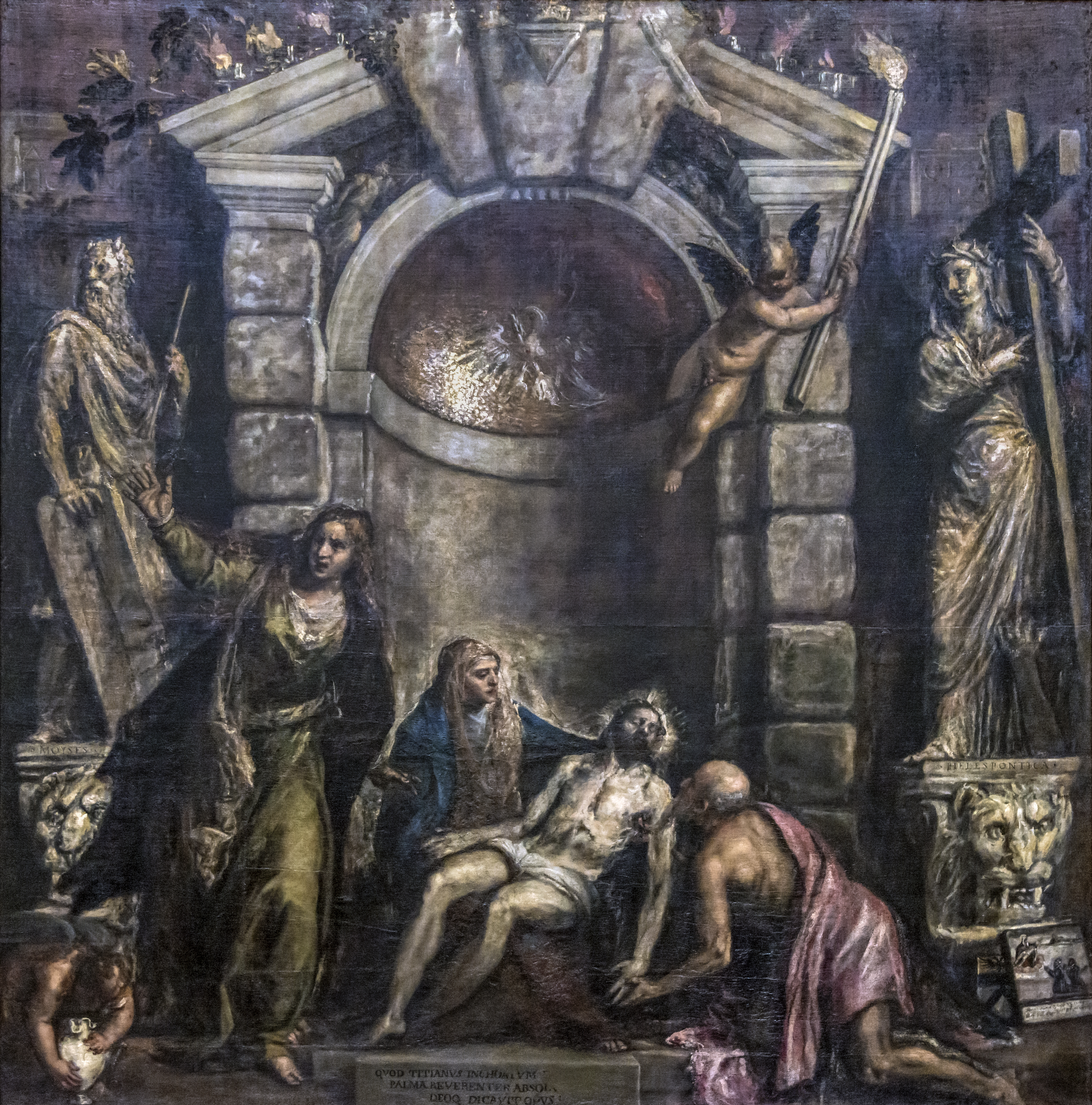
De Pietà van Titiaan met rechts Nikodemus of Sint Hiëronymus

Nikodemus, ook Nicodemus (Grieks: Νικόδημος, Nikodemos, "overwinnaar in de volksvergadering", "overwinnaar uit het volk") was volgens het Evangelie volgens Johannes in het Nieuwe Testament een farizeeër en een lid van het Sanhedrin. Hij wordt "een van de Joodse leiders" genoemd (Johannes 3:1-21).
Nikodemus wordt drie keer genoemd:
1. Hij zocht Jezus Christus 's nachts op (Johannes 3:1-21).
2. Hij pleitte vóór Jezus in het Sanhedrin (Johannes 7:46-53).
3. Hij was na Jezus' dood aanwezig bij de begrafenis in het graf van Jozef van Arimatea (Johannes 19:38-42).

Nikodemus wordt soms geïdentificeerd met Naqdemon ben Gorjon, een rijke man die in de eerste eeuw in Jeruzalem leefde. Deze wordt onder andere genoemd in Josephus' De Joodse oorlog en Rabbijnse literatuur.

## Evangelie van Nikodemus
Het apocriefe Evangelie van Nikodemus zou een Griekse vertaling zijn een Hebreeuwse tekst van Nikodemus. In het eerste deel, de Acta Pilati, "Handelingen van Pilatus", wordt beweerd dat het een verslag van een ooggetuige is van het proces tegen Jezus en executie. Het werk wordt gedateerd op rond 310–320 of het midden van de 4e eeuw.

## Rooms-Katholieke kerk
Nikodemus is een heilige van de Rooms-Katholieke Kerk en de Orthodoxe Kerk. De naamdag van Nikodemus wordt in de Rooms-Katholieke Kerk gevierd op 3 augustus en in de orthodoxe kerken op verschillende dagen (de derde zondag na Pasen), of op 2 augustus, de dag waarop de relikwieën van Nikodemus, Stefanus en Gamaliël gevonden zouden zijn.

## Protestanten
Gezien het feit dat Nikodemus Jezus na zonsondergang opzocht, hield Calvijn hem aan zijn gemeente voor als voorbeeld van "uiterlijk conformisme". Nikodemus ging praten met Jezus maar bleef zijn functies in de synagoge bekleden. Hij bezocht de begrafenis van Jezus Christus maar behield zijn banden met het rabbinaat. "Nicodemisme" werd door Calvijn scherp veroordeeld. Dirck Volkertsz. Coornhert voerde hierover een scherpe dialoog met Calvijn.